# Scopula dux
Scopula dux är en fjärilsart som beskrevs av Louis Beethoven Prout 1927. Scopula dux ingår i släktet Scopula och familjen mätare. Inga underarter finns listade.